# تترنه (بيدفوردشير)
تترنه (بالإنجليزية: Totternhoe)‏ هي قرية وأبرشية مدنية تقع في المملكة المتحدة في إنجلترا. يقدر عدد سكانها بـ 1,180 نسمة .